# Leslie Phillips
Leslie Samuel Phillips, CBE (20. dubna 1924 Tottenham – 7. listopadu 2022 Londýn) byl britský filmový, televizní, divadelní, rozhlasový a hlasový herec. Proslavil se v 50. letech 20. století hraním uhlazených komických rolí z vyšší společenské vrstvy a užíváním svých známých hlášek jako „Ding dong“ a „Hello“. Objevil se ve filmových sériích Carry On a Doctor a také v dlouhotrvajícím rozhlasovém komediálním seriálu BBC The Navy Lark. Ve své pozdější kariéře hrál dramatické role včetně role po boku Petera O'Toolea ve filmu Venuše, za niž byl nominován na cenu BAFTA. Ve filmech o Harrym Potterovi propůjčil hlas Moudrému klobouku.

## Raný život
Narodil se 20. dubna 1924 v Tottenhamu jako třetí dítě Cecelie Margaret (roz. Newlove) a Fredericka Samuela Phillipsových. V roce 1931 se rodina přestěhovala do Chingfordu, kde Leslie navštěvoval základní školu Larkswood. V roce 1935 zemřel jeho otec ve věku 44 let na edém způsobený prací v továrně.
Po smrti svého otce byl mladý Leslie na naléhání své matky poslán na Italia Conti Academy of Theatre Arts. Zde se věnoval především hraní a tanci. Školu opustil v roce 1938 ve svých 14 letech.

## Kariéra

### Začátky
V divadle debutoval roku 1937 jako vlk ve hře Petr Pan divadla London Palladium. V sezóně 1938/1939 pak byl „povýšen“ do role Johna Napoleona Darlinga. Hraním Phillips vydělával peníze navíc pro svou rodinu, která se po úmrtí Phillipsova otce potýkala s finančními problémy.
Ve filmu Phillips poprvé hrál roku 1938, kdy se objevil v malé roli v muzikálové komedii Lassie from Lancashire. Poté se opět v menších rolích objevil ve filmech Climbing High (1938) a The Mikado (1939). Díky roli v Hrdém údolí (1940) se Phillipsovi naskytla možnost pracovat po boku Paula Robesona, kterého velmi obdivoval.
Během prvních let druhé světové války byl Phillips zaměstnán v divadle ve West Endu. Představení bývala často přerušována náletovými sirénami, na což Phillips později vzpomínal: „Diváci jako by se vypařili, jelikož se kvůli sirénám chodívali skrývat do sklepů nebo stanic metra“. Roku 1942 byl povolán do armády, kde v Královském dělostřelectvu dosáhl hodnosti kopiník-bombardér. Vzhledem ke svému přízvuku vyšší třídy byl vybrán pro důstojnický výcvik v Cattericku a roku 1943 řádně pověřen jako podporučík v Královském dělostřelectvu. V roce 1944 byl převelen k Durhamské lehké pěchotě, avšak krátce před vyloděním v Normandii byl prohlášen za neschopného služby poté, co mu bylo diagnostikováno neurologické onemocnění, které způsobilo částečnou paralýzu. Předtím než byl umístěn do vhodného lékařského zařízení, byl nedopatřením poslán do psychiatrické nemocnice.
Po jeho demobilizování v prosinci 1944 se Phillipsova herecká kariéra zpočátku obnovovala v „nejtemnějších starých hernách a hudebních síních zamořených krysami na severu Anglie“. Následně roku 1948 ji opět nastartoval menšími rolemi ve filmech Anna Karenina a Červené střevíčky. Jeho první hlavní rolí v televizním seriálu se stala role v sitcomu My Wife Jacqueline roku 1952.
Jeho velký filmový průlom přišel s muzikálem Děvčata (1957). Ačkoli tento film zaznamenal kritický úspěch, Phillips se rozhodl přesunout do Hollywoodu, protože se považoval za především divadelního herce, a také protože se nechtěl stát stejným „chudákem“, jakým dle něj byl David Niven. Začal ztvárňovat charakterní role v britských komediálních filmech, např. v Bratři mezi paragrafy a Nejmenší kino na světě (oba 1957). Roku 1959 byl Phillips obsazen do role Jacka Bella v Carry On Nurse, druhém filmu série Carry On. „Ding dong“, hláška Phillipsovy postavy z tohoto filmu, se pro Phillipse stala jednou z jeho nejpopulárnějších. Phillips začal být hojně spojován se svou uhlazenou mluvou, ztvárňováním prostopášných postav a hláškami „Ding dong“, „I say“ a „Hello“, jež se staly běžnou součástí lidové mluvy ve Spojeném království. Phillips si svůj veřejný obraz ještě více upevnil následujícími dvěma pokračováními série Carry On, tedy Carry On Teacher (1959) a Carry On: Pokračujte, konstáble (1960), načež sdělil producentovi Peteru Rogersovi, že si v sérii již nepřeje pokračovat. Režisér série Gerald Thomas tak začal Phillipse místo do ní obsazovat do několika svých komediálních filmů – např. v Please Turn Over (1959) Phillips ztvárnil postavu dr. Henryho Mannerse, váženého rodinného lékaře vyobrazeného jako záletníka, a v No Kidding (1960) postavu Davida Robinsona.
V letech 1959 až 1977 byl Phillips znám svým působením v rozhlase, především ztvárňováním podporučíka Phillipse v sitcomu The Navy Lark po boku Jona Pertweeho a Ronnieho Barkera. Mimo jiné si jako jediný z původního rozhlasového obsazení tohoto sitcomu zahrál i v jeho následné stejnojmenné filmové adaptaci z roku 1959.
Roku 1960 byl Phillips obsazen do Doctor in Love, v pořadí čtvrtého filmu komediální série Doctor, a zároveň prvního v němž nehrál Dirk Bogarde. Poté Phillips hrál i ve dvou následujících pokračováních (Doctor in Clover (1966) a Doctor in Trouble (1970)). Phillips hrál rovněž v několika komediálních filmech režírovaných Kenem Annakinem, často po boku svého kolegy ze série Doctor Jamese Robertsona Justice. Z těchto filmů lze uvést například Very Important Person (1961), Raising the Wind (1961) či Andělé spásy (1962). Roku 1962 Phillips a Justice společně se Stanleym Baxterem zazářili v Annakinově Neposedné Lady, jednom z největších britských kasovních trháků tohoto roku. Vzhledem k úspěchu tohoto filmu bylo roku 1964 natočeno volné pokračování Father Came Too!
Během šedesátých let se Phillips také objevil v televizi ve dvou hrách napsaných dvojicí Galton a Simpson – v „Impasse“ vysílané v rámci Comedy Playhouse roku 1963 a v epizodě „The Suit“ pořadu The Galton & Simpson Comedy roku 1969. Roku 1973 pak byla tato epizoda převedena do plnohodnotného seriálu Casanova '73, v němž se Phillips představoval jako záletník Henry Newhouse. Seriál se však dočkal nepříznivých ohlasů a Mary Whitehouse z National Viewers' and Listeners' Association jej zkritizovala kvůli jeho obsahu.

### Pozdější léta
Na začátku 80. let 20. století Phillips považoval své uhlazené a chlípné role za „již trochu rutinní“, a proto se chtěl prosadit i v rolích dramatických. Z poměrně malé role ve Vzpomínkách na Afriku (1985) se přesunul k větší roli ve Spielbergově Říši slunce (1987). Aby v tomto filmu Phillips mohl ztvárnit vychrtlého válečného zajatce, zhubl více než 12 kilogramů. Jakožto charakterní herec se stal zaneprázdněným v divadelních i televizních produkcích, včetně filmů Aféra Profumo (1989) a Lara Croft – Tomb Raider (2001). Roku 1992 se vrátil k sérii Carry On z této série posledním, avšak nepříliš dobře přijatým filmem Plnými plachtami vpřed, Kolumbe! (v originále Carry On Columbus). Phillips rovněž propůjčil svůj hlas Moudrému klobouku ve třech filmech o Harrym Potterovi: Harry Potter a Kámen mudrců (2001), Harry Potter a Tajemná komnata (2002) a Harry Potter a Relikvie smrti – část 2 (2011).
Phillips se objevil v britských televizních sitcomech jako Honey for Tea s Felicity Kendal v hlavní roli a také v hostujících rolích v populárních dramatických seriálech jako Poldové, Holby City a Vraždy v Midsomeru. V roce 2006 ztvárnil zkušeného herce Iana po boku Petera O'Toolea ve filmu Venuše režiséra Hanifa Kureishiho. Za tuto roli byl nominován na cenu BAFTA pro Nejlepšího herce ve vedlejší roli za rok 2007. Roku 2006 byla vydavatelstvím Orion vydána Phillipsova autobiografie Hello.
Během Birthday Honours 1998 byl jmenován důstojníkem Řádu britského impéria (OBE) a během New Year Honours 2008 byl povýšen na komandéra Řádu britského impéria (CBE).
V roce 2012 Phillips namluvil audioknižní vydání právního thrilleru Chequered Justice od Johna Bartletta.
Společně s Julesem Williamsem a Back Door Productions Phillips koprodukoval mezi lety 2011 až 2013 seriál Living The Life.
V herectví pokračoval do roku 2012 a v televizi vystupoval až do roku 2015, kdy poskytl rozhovor BBC One pro jejich program VE Day: Remembering Victory.
Do češtiny jej nejčastěji dabovali Dalimil Klapka, Vladimír Brabec, Karel Richter a Bohumil Švarc.

## Osobní život, nemoc a smrt
Dne 30. května 1948 se oženil s Penelope Bartleyovou, s níž měl posléze čtyři děti. Od roku 1962 byl ve vztahu s herečkou Caroline Mortimerovou. Manželství s Bartleyovou tak roku 1965 skončilo rozvodem.
Poté Phillips navázal vztah s australskou herečkou Vicki Lukeovou, avšak již po necelých třech letech se rozešli.
V roce 1977 se Phillips přestěhoval k herečce Angele Scoularové, která v té době čekala dítě s jiným hercem. Když se dítě narodilo, vychoval jej Phillips jako své vlastní. Když byl Phillips v roce 1981 na turné, bylo mu oznámeno, že Bartleyová zemřela při požáru. Jelikož se rozhodl v turné pokračovat, nemohl se zúčastnit jejího pohřbu. Později přiznal, že její rodina mu toto rozhodnutí nikdy neodpustila.
Se Scoularovou se Phillips oženil v roce 1982. V roce 1992 se Scoularová, jež trpěla bipolární afektivní poruchou, pokusila o sebevraždu, přesto ale nebyla umístěna do psychiatrické léčebny. Dne 11. dubna 2011 zemřela poté, co vypila žíravý čistič kanalizace a utrpěla smrtelné 40% popáleniny v krku, na těle a v trávicím traktu. Trpěla totiž rakovinou střev, která byla později prohlášena za prostou rakoviny, avšak ona se začala obávat, že se jí rakovina vrátila. Phillips byl příliš nemocný na to, aby se o tři měsíce později zúčastnil vyšetřování smrti Scoularové. Koroner ustanovil, že smrt Scoularové nebyla sebevraždou, nýbrž že se zabila v situaci, kdy byla narušena rovnováha její mysli.
Dne 16. listopadu 2010 byl Phillipsovi udělen titul „Freedom of City of London“. Byl fanouškem fotbalového klubu Tottenham Hotspur.
Dne 20. prosince 2013 se ve věku 89 let oženil potřetí. Jeho ženou se stala Zara Carr, s níž byl následně až do své smrti.
V roce 2014 utrpěl Phillips ve věku 90 let s odstupem šesti měsíců 2 mrtvice. Zemřel 7. listopadu 2022 po dlouhé nemoci ve spánku ve věku 98 let ve svém domě v Londýně.

## Filmografie

### Filmové role
| Rok  | Název                                  | Role                          | Poznámky              | Ref.   |
| ---- | -------------------------------------- | ----------------------------- | --------------------- | ------ |
| 1938 | Lassie from Lancashire                 | malá role                     | neuveden v titulcích  | [ 26 ] |
| 1938 | Citadela                               | malá role                     | neuveden v titulcích  | [ 26 ] |
| 1938 | Climbing High                          | malá role                     | neuveden v titulcích  | [ 26 ] |
| 1939 | The Mikado                             | kluk                          | neuveden v titulcích  | [ 26 ] |
| 1939 | Čtyři péra                             | kluk v průvodu                | neuveden v titulcích  | [ 26 ] |
| 1940 | Hrdé údolí                             | malá role                     | neuveden v titulcích  | [ 3 ]  |
| 1940 | Zloděj z Bagdadu                       | uličník                       | neuveden v titulcích  | [ 26 ] |
| 1948 | Anna Karenina                          | malá role                     | neuveden v titulcích  | [ 26 ] |
| 1948 | Červené střevíčky                      | člen publika                  | neuveden v titulcích  | [ 2 ]  |
| 1949 | Train of Events                        | hasič                         |                       | [ 26 ] |
| 1950 | The Woman with No Name                 | důstojník                     |                       | [ 26 ] |
| 1951 | Pool of London                         | Harry                         |                       | [ 26 ] |
| 1951 | The Galloping Major                    | reportér                      | neuveden v titulcích  | [ 26 ] |
| 1952 | Zvuková bariéra                        | vedoucí                       | neuveden v titulcích  | [ 26 ] |
| 1953 | Time Bomb                              | policejní seržant             | neuveden v titulcích  | [ 26 ] |
| 1953 | The Fake                               | student                       |                       |        |
| 1953 | The Limping Man                        | Cameron                       |                       | [ 26 ] |
| 1954 | You Know What Sailors Are              | tajemník velvyslanectví       | neuveden v titulcích  | [ 26 ] |
| 1955 | As Long as They're Happy               | pokladník                     |                       |        |
| 1955 | Value for Money                        | Robjohns                      |                       | [ 26 ] |
| 1956 | The Gamma People                       | Howard Meade                  |                       | [ 26 ] |
| 1956 | Velké peníze                           | recepční                      |                       | [ 26 ] |
| 1957 | The Barrets of Wimpole Street          | Harry Bevan                   |                       | [ 26 ] |
| 1957 | Bratři mezi paragrafy                  | asistent v obchodě            |                       | [ 26 ] |
| 1957 | Nejmenší kino na světě                 | Robin Carter                  |                       | [ 26 ] |
| 1957 | High Flight                            | velitel eskadry Blake         |                       | [ 26 ] |
| 1957 | Děvčata                                | sir Gerald Wren               |                       | [ 26 ] |
| 1957 | Kapička štěstí                         | hon. Richard Lumb             |                       | [ 26 ] |
| 1958 | I Was Monty's Double                   | Major Tennant                 |                       | [ 26 ] |
| 1959 | The Navy Lark                          | poručík Pouter                |                       | [ 26 ] |
| 1959 | The Man Who Liked Funerals             | Simon Hurd                    |                       | [ 26 ] |
| 1959 | The Angry Hills                        | Ray Taylor                    |                       | [ 26 ] |
| 1959 | Carry On Nurse                         | Jack Bell                     |                       | [ 26 ] |
| 1959 | Carry On Teacher                       | Alistair Grigg                |                       | [ 26 ] |
| 1959 | The Night We Dropped a Clanger         | velitel eskadry Thomas        |                       | [ 37 ] |
| 1959 | Please Turn Over                       | dr. Henry Manners             |                       | [ 26 ] |
| 1959 | Ferdinand I.: Král neapolský           | Pat                           |                       |        |
| 1959 | This Other Eden                        | Crispin Brown                 |                       | [ 26 ] |
| 1960 | Inn For Trouble                        | John Belcher                  |                       | [ 26 ] |
| 1960 | Carry On: Pokračujte, konstáble        | PC Tom Potter                 |                       | [ 26 ] |
| 1960 | Doctor in Love                         | dr. Tony Burke                |                       | [ 26 ] |
| 1960 | Watch Your Stern                       | pplk. Bill Fanshawe           |                       |        |
| 1960 | No Kidding                             | David Robinson                |                       | [ 26 ] |
| 1961 | A Weekend with Lulu                    | Timothy Gray                  |                       | [ 26 ] |
| 1961 | Very Important Person                  | důstojník Jimmy Cooper DFC    |                       | [ 26 ] |
| 1961 | Raising the Wind                       | Mervyn Hughes                 |                       | [ 26 ] |
| 1962 | Andělé spásy                           | Dandy Forsdyke                |                       | [ 26 ] |
| 1962 | In the Doghouse                        | Jimmy Fox-Upton               |                       | [ 26 ] |
| 1962 | Nejdelší den                           | důstojník RAF Mac             |                       |        |
| 1962 | Neposedná Lady                         | Freddie Fox                   |                       | [ 26 ] |
| 1964 | Father Came Too!                       | Doddy Chipfield               |                       | [ 26 ] |
| 1965 | You Must Be Joking!                    | mladý manžel                  |                       | [ 26 ] |
| 1966 | Doctor in Clover                       | dr. Gaston Grimsdyke          |                       | [ 26 ] |
| 1967 | Maroc 7                                | Raymond Lowe                  | také producent        | [ 26 ] |
| 1970 | Smích z ráje                           | Simon Russell                 |                       | [ 26 ] |
| 1970 | Doctor in Trouble                      | dr. Tony Burke                |                       | [ 26 ] |
| 1971 | The Magnificent Seven Deadly Sins      | Dickie                        |                       | [ 26 ] |
| 1973 | Not Now, Darling                       | Gilbert Bodley                |                       | [ 26 ] |
| 1974 | Don't Just Lie There, Say Something!   | sir William Mainwaring-Brown  |                       | [ 26 ] |
| 1975 | Spanish Fly                            | Mike Scott                    |                       | [ 26 ] |
| 1976 | Not Now, Comrade                       | velitel Rimmington            |                       | [ 26 ] |
| 1985 | Vzpomínky na Afriku                    | sir Joseph                    |                       |        |
| 1987 | Říše slunce                            | Maxton                        |                       |        |
| 1989 | Aféra Profumo                          | lord Astor                    |                       | [ 26 ] |
| 1990 | Měsíční hory                           | Mr. Arundell                  |                       | [ 26 ] |
| 1991 | Král Ralph                             | Gordon Halliwell              |                       | [ 26 ] |
| 1992 | Plnými plachtami vpřed, Kolumbe!       | král Ferdinand                |                       | [ 26 ] |
| 1996 | August                                 | profesor Alexander Blathwaire |                       | [ 26 ] |
| 1997 | Chycené při činu                       | Sydney Fisher                 |                       | [ 26 ] |
| 1997 | Šakal                                  | Woolburton                    |                       |        |
| 1998 | The Orgasm Raygun                      | vynálezce                     | hlas                  | [ 26 ] |
| 2000 | Bílá vdova                             | vikář                         |                       |        |
| 2001 | Lara Croft – Tomb Raider               | Wilson                        |                       |        |
| 2001 | Harry Potter a Kámen mudrců            | Moudrý klobouk                | hlas                  |        |
| 2002 | Prďoši                                 | soudce                        |                       |        |
| 2002 | Harry Potter a Tajemná komnata         | Moudrý klobouk                | hlas                  |        |
| 2003 | Collusion                              | Herbert Ames                  |                       | [ 38 ] |
| 2004 | Milióny                                | sám sebe                      |                       | [ 26 ] |
| 2004 | Fešák Churchill                        | lord W'ruff                   |                       | [ 26 ] |
| 2005 | Říkejte mi Kubrick                     | Freddie                       |                       | [ 26 ] |
| 2006 | Venuše                                 | Ian                           |                       | [ 1 ]  |
| 2008 | Je tady někdo?                         | Reg                           |                       | [ 26 ] |
| 2011 | Late Bloomers                          | Leo                           |                       | [ 39 ] |
| 2011 | Harry Potter a Relikvie smrti – část 2 | Moudrý klobouk                | hlas                  |        |
| 2012 | After Death                            | Jeremiah Jones                | poslední role         |        |
| 2022 | Darkheart Manor                        | Jeremiah Jones                | pouze archivní záběry | [ 41 ] |

### Televizní role
| Rok       | Název                              | Role                      | Poznámky                                    | Ref.   |
| --------- | ---------------------------------- | ------------------------- | ------------------------------------------- | ------ |
| 1948      | Morning Departure                  | Stoker Snipe              | TV film                                     | [ 26 ] |
| 1952      | My Wife Jacqueline                 | Tom Bridger               | 6 dílů                                      | [ 26 ] |
| 1955      | The Adventures of Robin Hood       | sir William               | díl: „Friar Tuck“                           | [ 2 ]  |
| 1955      | The Adventures of Robin Hood       | Count de Waldern          | díl: „Checkmate“                            | [ 2 ]  |
| 1956      | The Adventures of Robin Hood       | Wat Longfellow            | díl: „A Village Wooing“                     | [ 2 ]  |
| 1956      | Beauty and the Beast               | Crispin                   | TV film                                     |        |
| 1958      | The Invisible Man                  | Sparrow                   | díl: „Blind Justice“                        | [ 26 ] |
| 1960      | The Adventures of Robin Hood       | Herbert                   | díl: „The Reluctant Rebel“                  | [ 2 ]  |
| 1963      | Comedy Playhouse                   | Mr. Ferris                | díl: „Impasse“                              | [ 3 ]  |
| 1963      | Our Man at St. Mark's              | reverend Andrew Parker    | 7 dílů                                      | [ 2 ]  |
| 1969      | The Galton & Simpson Comedy        | Howard                    | díl: „The Suit“                             | [ 42 ] |
| 1970      | The Culture Vultures               | dr. Michael Cunningham    | 5 dílů                                      | [ 42 ] |
| 1972      | Father, Dear Father                | Basil                     | díl: „Unaccustomed as I Am“                 | [ 42 ] |
| 1973      | Casanova '73                       | Henry Newhouse            | 7 dílů                                      | [ 26 ] |
| 1979      | The Lion, the Witch & the Wardrobe | Mr. Tumnus                | hlas, TV film                               |        |
| 1985      | Mr. Palfrey of Westminster         | Rupert Styles             | díl: „Return to Sender“                     | [ 26 ] |
| 1987      | Super Gran                         | P.O.W.                    | díl: „Supergran and the Birthday Dambuster“ | [ 43 ] |
| 1988      | Rumpole of the Bailey              | Boxey Horne               | díl: „Rumpole and Portia“                   | [ 26 ] |
| 1990      | The Comic Strip Presents…          | sir Horace Cutler         | díl: „GLC: The Carnage Continues…“          | [ 42 ] |
| 1990      | The Comic Strip Presents…          | Dean                      | díl: „Oxford“                               | [ 42 ] |
| 1990–1991 | Hazardér                           | James Blake               | 18 dílů                                     | [ 44 ] |
| 1990      | Life After Life                    | wing commander Boyle      | TV pilot                                    | [ 26 ] |
| 1991      | The Trials of Oz                   | soudce Michael Argyle     | TV film                                     |        |
| 1992      | Thacker                            | George Thacker            | TV film                                     |        |
| 1993      | The Changeling                     | Vermandero                | TV film                                     |        |
| 1994      | Dva zlaté míčky                    | vikomt Osgood             | TV film                                     |        |
| 1994      | Bermuda Grace                      | sir Philip Harding        | TV film                                     | [ 26 ] |
| 1994      | Honey for Tea                      | sir Dickie Hobhouse       | 7 dílů                                      |        |
| 1994      | The House of Windsor               | lord Montague Bermondsey  | 6 dílů                                      | [ 26 ] |
| 1994      | Love on a Branch Line              | lord Flamborough          | 4 díly                                      | [ 26 ] |
| 1994      | The Ruth Rendell Mysteries         | Justin Whittaker          | 3 díly                                      | [ 45 ] |
| 1996      | Strašidlo cantervillské            | George, Lord Canterville  | TV film                                     | [ 26 ] |
| 1996      | Der Blinde                         | sir John                  | TV film                                     |        |
| 1996      | Příběhy ze záhrobí                 | Mycroft Amberson          | díl: „Fatal Caper“                          |        |
| 1997      | Vraždy prokletých                  | Lincoln Bradley           | TV film                                     |        |
| 1999      | Dalziel a Pascoe                   | James Westropp            | díl: „Recalled to Life“                     | [ 26 ] |
| 2000      | Take a Girl Like You               | lord Archie Edgerstone    | díl: „Part 3“                               | [ 42 ] |
| 2001      | Sword of Honour                    | Gervase Crouchback        | TV film                                     |        |
| 2001–2004 | Revolver                           | The Safecracker           | 7 dílů                                      | [ 46 ] |
| 2003      | Vraždy v Midsomeru                 | Godfrey Teal              | díl: „Malované krví“                        |        |
| 2006      | Heartbeat                          | Denzil Witty              | díl: „Risky Business“                       | [ 47 ] |
| 2006      | Slečna Marplová                    | sir Philip Starke         | díl: „Cukání v palci“                       |        |
| 2006      | The Catherine Tate Show            | Teddy Morris              | díl: „Mum, I'm Gay“                         | [ 26 ] |
| 2006      | Walking with Shadows               | Mr. Barness               | TV film                                     |        |
| 2007      | Poslední detektiv                  | Alistair Robertson        | díl: „The Dead Peasants Society“            | [ 48 ] |
| 2008      | Harley Street                      | Dudley Grainger           | díl: „#1.2“                                 | [ 26 ] |
| 2009      | Things Talk                        | Grandfather Clock         | hlas, TV film                               | [ 26 ] |
| 2015      | VE Day: Remembering Victory        | sám sebe (rozhovor s ním) | poslední televizní vystoupení               | [ 26 ] |

### Výběr rozhlasových rolí
- The Navy Lark (1959–1977)[1]
- Tři muži ve člunu (1962)[49]
- The TV Lark (1963)[50]

### Další práce s hlasem
- hlas Gexe v evropském vydání videohry Gex: Enter the Gecko[51][52]
- hlas kočky v reklamě společnosti Iams na krmivo pro kočky[53]
- hlas kapitána v bezpečnostním videu letecké společnosti Virgin Atlantic (1996–2004)[54]
- anglický hlas Moudrého klobouku v pouťové atrakci Harry Potter and the Forbidden Journey[55]

## Ocenění
- 1977 – Laurence Olivier Award za Nejlepší komediální výkon v divadelní hře Sextet (nominace)[56]
- 1997 – Evening Standard British Film Award – speciální cena
- 2006 – British Independent Film Award v kategorii Nejlepší vedlejší herec či herečka ve filmu Venuše
- 2007 – Cena BAFTA v kategorii Nejlepší herec ve vedlejší roli ve filmu Venuše (nominace)[23]
- 2007 – ALFS Award v kategorii Britský herec ve vedlejší roli roku ve filmu Venuše (nominace)
- 2007 – Dilys Powell Award